# Cenate Sopra
Cenate Sopra är en ort och kommun i provinsen Bergamo i regionen Lombardiet i Italien. Kommunen hade 2 545 invånare (2018).